# Königsallee

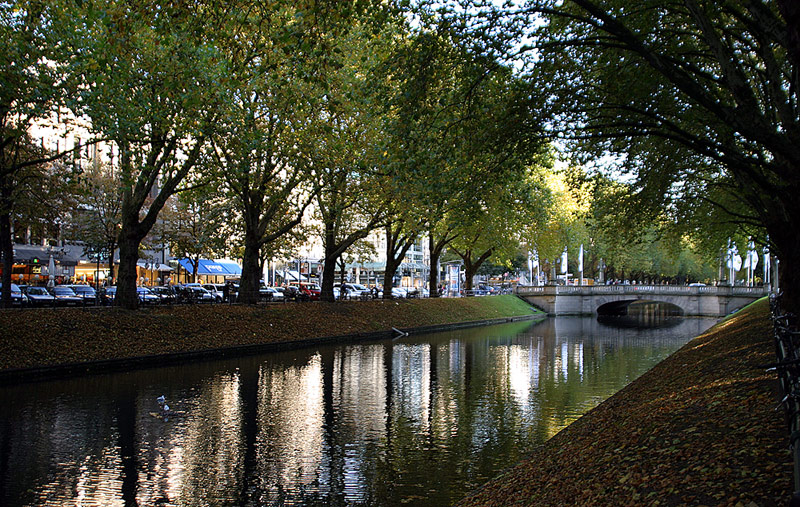
Vista de la parte este de Königsallee cruzando el canal

Königsallee es un bulevar de la ciudad de Düsseldorf, capital del estado della Renania del Norte-Westfalia, conocida por el canal que la recorre así como por las tiendas de lujo que se encuentran a sus lados, siendo la calle de compras más elegante de Alemania.
- Datos: Q694675
- Multimedia: Königsallee (Düsseldorf) / Q694675